# 新村乡 (青冈县)
新村乡，是中华人民共和国黑龙江省绥化市青冈县下辖的一个乡。
新村乡西北部有青冈县国有林场。

## 行政区划
新村乡下辖以下地区：
二排七村、三排八村、四排七村、四排八村、四排九村和五排八村。